# Ястшембець (Мазовецьке воєводство)
Ястшембець (пол. Jastrzębiec) — село в Польщі, у гміні Черниці-Борові Пшасниського повіту Мазовецького воєводства.
Населення — 116 осіб (2011).
У 1975-1998 роках село належало до Цехановського воєводства.

## Демографія
Демографічна структура станом на 31 березня 2011 року:
|          | Загалом | Допрацездатний вік | Працездатний вік | Постпрацездатний вік |
| -------- | ------- | ------------------ | ---------------- | -------------------- |
| Чоловіки | 61      | 6                  | 45               | 10                   |
| Жінки    | 55      | 13                 | 25               | 17                   |
| Разом    | 116     | 19                 | 70               | 27                   |